# Craniella carteri
Craniella carteri är en svampdjursart som beskrevs av William Johnson Sollas 1886. Craniella carteri ingår i släktet Craniella och familjen Tetillidae.
Artens utbredningsområde är havet utanför Brasilien. Inga underarter finns listade i Catalogue of Life.